# Niederulrain
Niederulrain  ist ein Stadtteil von Neustadt an der Donau im Landkreis Kelheim in Niederbayern. Niederulrain gehört zur Hallertau.

## Lage
Das Kirchdorf Ort befindet sich 3 km östlich der Stadt Neustadt und liegt südlich der Donau in deren Auenlandschaft. Mit dem Nachbarort Oberulrain ist Niederulrain räumlich beinahe verwachsen. Regensburg ist in östlicher Richtung etwa 45 km und Ingolstadt in westlicher 30 km entfernt. München liegt ungefähr 90 km südlich des Ortes.

## Geschichte
Die Orte Niederulrain und Oberulrain sowie der Weiler Lina bildeten ursprünglich die gemeinsame politische Gemeinde Oberulrain. Diese wurde am 1. Mai 1978 im Rahmen einer Gemeindegebietsreform in die Stadt Neustadt eingegliedert.
Die Kirchdörfer Ulrain wurden bereits im Jahre 901 als „Olreini“ und 1018 als „Olrenna“ urkundlich erwähnt. Niederulrain war bis Anfang des 19. Jahrhunderts eine eigenständige Hofmark. Der Adelssitz befand sich im 14. Jahrhundert im Besitz der „Wimmer von Marching“ und ging später auf „Heinrich dem Harlander“ über. 1572 erwarb Sebastian Kugler, der ehemalige Verwalter des Klosters Biburg die Hofmark. Um 1585 gelangte der Güterkomplex an die „Pilbis von Siegenburg“. Im ausgehenden 17, Jahrhundert war „Karl Freiherr von Heydon“ Besitzer der Hofmark. Über dessen Tochter Anna Maria, verheiratete Gräfin Rambaldi fiel Niederulrain an das aus Verona eingewanderte Adelsgeschlecht. Anna Maria von Rambaldi, gestorben 1802 war die letzte Pflegerin der Stadt Neustadt an der Donau. Ein Epitaph der Gräfin befindet sich in der Stadtpfarrkirche Neustadt.
Die heute nicht mehr existierende Burg Niederulrain befand sich auf dem südöstlich gelegenen Nussberg. Sie soll bereits im Jahre 1388 vom Rheinischen Städtebund im Städtekrieg zerstört worden sein.

## Kirche
Die Kirche Mariä Heimsuchung hat romanische Ursprünge, wurde um 1600 erneuert und im 18. Jahrhundert mit barocken Elementen versehen.

## Wirtschaft und Infrastruktur
Das Dorf zählt zirka 100 Einwohner und ist neben einem Handwerksbetrieb fast ausschließlich land- und forstwirtschaftlich geprägt. Hopfenanbau bildet hierbei den Schwerpunkt.